# Make Her Say
A Make Her Say Kid Cudi egy dala, amely a Man on the Moon: The End of Day (2009) című albumának második kislemezeként jelent meg 2009. június 9-én. Közreműködik rajta Common és Kanye West, az utóbbi a producere is volt a dalnak. A dal feldolgozza Lady Gaga Poker Face című dalát. Az 52. Grammy-gálán jelölték a Legjobb duó vagy csapat által előadott rap teljesítmény kategóriában.

## Háttér
A Make Her Say előadói Kid Cudi, Kanye West és Common. Eredetileg címe I Poke Her Face lett volna, de megváltoztatták, hogy elfogadhatóbb legyen rádióknak. A dalt a három rapper írta, míg a producere West volt. Lady Gaga és RedOne meg vannak jelölve dalszerzőként a kislemezen, tekintve, hogy Gaga Poker Face című dalának egy akusztikus verziója fel van használva a dalban. Gaga jóváhagyta a dalt. Nem sokkal a megjelenése után Westtel turnézni kezdtek volna, de azt később lemondták.
- Lady Gaga - Poker FaceA kislemez készítésében felhasznált Lady Gaga-dal egy részlete.

Nem tudod lejátszani a fájlt?

## Videóklip
A Make Her Say videóklipjét Nez Khammal rendezte és 2009. július 20-án jelent meg. A videó minimalista, üres, nyitott tereken játszódik. Ugyan mind West, Cudi és Common is szerepel a klipben, soha nem vettek fel egy helyen. A videóklipben splitscreen technológiát használnak, hogy úgy tűnjön, a három előadó egy helyen van. Ennek ellenére az Egyesült Államok két partján voltak felvéve jeleneteik, Cudi és Common New Yorkban, West Los Angelesben. A csoport Lady Gagát is akarta szerepeltetni a videóban, de ő túlságosan elfoglalt volt, hogy részt tudjon venni.

## Fellépések
Kid Cudi előadta a dalt a 2009-es Bamboozle zenei fesztiválon. Fellépett vele Chicagóban a The B96 Pepsi Summer Bash-en június 13-án, illetve Londonban a 2009-es O2 Wireless Fesztiválon. 2009-ben előadta a Lollapalooza-n, illetve Lady Gagával a Monster Ball turnén Torontóban.

## Számlista
Man on the Moon: The End of Day (CD)
1. Make Her Say–3:36

Digitális kislemez
1. Make Her Say – 3:57

Promocionális CD-kislemez
1. Make Her Say (Clean) – 3:58
2. Make Her Say (Dirty) – 3:58
3. Make Her Say (Instrumental) – 3:57

Promocionális CD-kislemez (2. verzió)
1. Make Her Say – 3:58
2. Make Her Say (Instrumental) – 3:57
3. Make Her Say (Afrojack Remix) – 4:20
4. Make Her Say (Nadastrom 88 Dub) – 6:10

U.S. CD-kislemez
1. Make Her Say – 3:59
2. Day 'N' Night – 3:42
3. Day 'N' Night (Crookers Remix) – 4:41

## Slágerlisták
| Slágerlista (2009)                   | Legmagasabb pozíció |
| ------------------------------------ | ------------------- |
| Ausztrália Urban (ARIA)              | 27                  |
| Belgium (Ultratip Flanders)          | 18                  |
| Belgium (Ultratip Wallonia)          | 7                   |
| Brit kislemezlista (OCC)             | 67                  |
| Brit R&B-lista (OCC)                 | 24                  |
| Izrael (Media Forest)                | 10                  |
| Kanada (Canadian Hot 100)            | 78                  |
| Németország (Official German Charts) | 85                  |
| Új-Zéland (Recorded Music NZ)        | 35                  |
| US Billboard Hot 100                 | 43                  |
| US Hot R&B/Hip-Hop Songs (Billboard) | 39                  |
| US Hot Rap Songs (Billboard)         | 11                  |
| US Mainstream Top 40 (Billboard)     | 39                  |

## Minősítések
| Régió                   | Minősítés | Példányszám |
| ----------------------- | --------- | ----------- |
| Egyesült Államok (RIAA) | Platina   | 1,000,000   |